# Rudelzhausen
Rudelzhausen – miejscowość i gmina w Niemczech, w kraju związkowym Bawaria, w rejencji Górna Bawaria, w regionie Monachium, w powiecie Freising. Leży około 21 km na północ od Freising, przy drodze B301.

## Dzielnice
W skład gminy wchodzą następujące dzielnice: 
- Rudelzhausen
- Berg
- Enzelhausen
- Grafendorf
- Grünberg
- Hebrontshausen
- Kirchdorf
- Tegernbach

## Demografia
| Rok  | Liczba mieszk. |
| ---- | -------------- |
| 1970 | 2 315          |
| 1987 | 2 390          |
| 2000 | 3 015          |
| 2007 | 3 211          |

### Struktura wiekowa
Dane o ludności z 31 grudnia 2008:
| Opis                                | Ogółem | Ogółem | Kobiety | Kobiety | Mężczyźni | Mężczyźni |
| ----------------------------------- | ------ | ------ | ------- | ------- | --------- | --------- |
| Jednostka                           | osób   | %      | osób    | %       | osób      | %         |
| Populacja                           | 3209   | 100    | 1602    | 49,92   | 1607      | 50,08     |
| Wiek przedprodukcyjny (0–17 lat)    | 728    | 22,69  | 354     | 11,03   | 374       | 11,65     |
| Wiek produkcyjny (18–65 lat)        | 2026   | 63,13  | 996     | 31,04   | 1030      | 32,1      |
| Wiek poprodukcyjny (powyżej 65 lat) | 455    | 14,18  | 252     | 7,85    | 203       | 6,33      |

## Polityka
Wójtem gminy jest Konrad Schickaneder, rada gminy składa się z 16 osób.
|      | CSU/FW | BL | FWG | Razem |
| 2008 | 8      | 2  | 6   | 16    |
| 2002 | 6      | 3  | 7   | 16    |

## Oświata
W gminie znajdują się dwa przedszkola (150 miejsc) oraz szkoła podstawowa (10 nauczycieli, 201 uczniów).